# كالوم رايلي
كالوم رايلي (بالإنجليزية: Callum Reilly)‏ هو لاعب كرة قدم بريطاني في مركز الوسط، ولد في 3 أكتوبر 1993 في وارينغتون في المملكة المتحدة. شارك مع منتخب جمهورية أيرلندا تحت 21 سنة لكرة القدم. أما مع النوادي، فقد لعب مع برمنغهام سيتي ونادي بيرتن ألبيون.

## وصلات خارجية
- كالوم رايلي على موقع قاعدة بيانات كرة القدم.إي يو (الإنجليزية)
- كالوم رايلي على موقع Soccerbase.com (لاعب) (الإنجليزية)
- كالوم رايلي على موقع Soccerway.com (الإنجليزية)